# 64
| 64                 |
| ------------------ |
| Dødsfald - Fødsler |
|                    |

| Gregoriansk kalender | 64 LXIV                 |
| Ab urbe condita      | 817                     |
| Armensk kalender     | I/T                     |
| Kinesiske kalender   | 2760 – 2761 癸亥 – 甲子 |
| Etiopisk kalender    | 56 – 57                 |
| Jødisk kalender      | 3824 – 3825             |
| Hindukalendere       |                         |
| - Vikram Samvat      | 119 – 120               |
| - Shaka Samvat       | N/A                     |
| - Kali Yuga          | 3165 – 3166             |
| Iransk kalender      | 558 BP – 557 BP         |
| Islamisk kalender    | 575 BH – 574 BH         |

Se også 64 (tal)

## Begivenheder
18. juni – Roms brand. En voldsom brand lægger en stor del af Rom i aske. Nero mistænkes for at være brandstifter (bl.a. fordi han bruger pladsen til sit kæmpepalads Domus Aurea). Nero giver på sin side de kristne skylden, hvorfor disse udsættes for forfølgelser
29. juni - Ifølge traditionen lider apostlene Peter og Paulus martyrdøden denne dag
18. juli - en stor brand ødelægger 2/3 af Rom. Kejser Nero beskylder de kristne for ildspåsættelse, og de første kristenforfølgelser indledes

## Dødsfald
29. juni – Ifølge traditionen lider apostlene Peter og Paulus martyrdøden denne dag.